# Adolfo (São Paulo)
Adolfo es un municipio brasileño del estado de São Paulo, en la región de São José do Rio Preto, fundado en 1959.

## Historia
- Fundación: 30 de noviembre de 1959

## Geografía
Tiene un área total de 210,8 km², y una población, estimada en 2004, de 3.895 habitantes. Se localiza a una altitud de 443 m s. n. m..

### Hidrografía
- Río Tietê

### Carreteras
- SP-355

## Demografía
| Población histórica del municipio | Población histórica del municipio | Población histórica del municipio | Población histórica del municipio |
| Año                               | Población                         |                                   | %±                                |
| --------------------------------- | --------------------------------- | --------------------------------- | --------------------------------- |
| 1960                              | 3774                              |                                   | —                                 |
| 1970                              | 3969                              |                                   | 5,2%                              |
| 1980                              | 3607                              |                                   | −9,1%                             |
| 1991                              | 3272                              |                                   | −9,3%                             |
| 2000                              | 3684                              |                                   | 12,6%                             |
| 2010                              | 3557                              |                                   | −3,4%                             |
| 2022                              | 4351                              |                                   | 22,3%                             |
| [ 4 ] [ 5 ] [ 6 ] [ 7 ]           |                                   |                                   |                                   |

### Censo de 2000
Población total: 3.684
- Urbana: 3.071
- Rural: 613
- Hombres: 1.868
- Mujeres: 1.816

Densidad demográfica: 17,48 hab./km²
Mortalidad infantil hasta 1 año: 7,12 por mil
Expectativa de vida: 76,77 años
Tasa de fecundidad: 2,02 hijos por mujer
Tasa de alfabetización: 86,86%
Índice de Desarrollo Humano (IDH-M): 0,795
- IDH-M Salario: 0,686
- IDH-M Longevidad: 0,863
- IDH-M Educación: 0,837

(Fuente: IPEAFecha)

## Administración
- Prefecto: Juán Donizette Theodoro (2005/2008)
- Viceprefecto: Nelson Giménez
- Presidente de la cámara: (2007/2008)